# Кумжарганський сільський округ
Кумжарга́нський сільський округ (каз. Құмжарған ауылдық округі, рос. Кумжарганский сельский округ) — адміністративна одиниця у складі Мугалжарського району Актюбінської області Казахстану. Адміністративний центр — село Бірлік.
Населення — 1355 осіб (2021; 1260 у 2009, 1576 у 1999, 1848 у 1989).
Станом на 1989 рік існувала Кумжарганська сільська рада (села 30 літ Казахської РСР, Кумжарган, Нова база, Нова жизнь) Мугоджарського району. 2023 року село Шенгельші (колишнє 30 літ Казахської РСР) передано до складу Батпаккольського сільського округу.

## Склад
До складу округу входять такі населені пункти:
| Населений пункт | Колишні назви | Населення, осіб (1989) | Населення, осіб (1999) | Населення, осіб (2009) | Населення, осіб (2021) |
| --------------- | ------------- | ---------------------- | ---------------------- | ---------------------- | ---------------------- |
| Бірлік, село    | Нова база     | 1131                   | 1010                   | 794                    | 721                    |
| Кумжарган, село | -             | 485                    | 386                    | 296                    | 210                    |
| Кумсай, село    | Нова жизнь    | 232                    | 180                    | 141                    | 22                     |
| --Кудук, селище | -             | -                      | -                      | 29                     | 14                     |